# 1980年の台風
1980年の台風（1980ねんのたいふう、太平洋北西部で発生した熱帯低気圧）のデータ。台風の発生数は24個であった。
日本には9個の台風が接近したが、うち上陸したのは台風13号のみであった。

## 台風の日本上陸数
| 上陸数が多い年 | 上陸数が多い年                                   | 上陸数が多い年 | 上陸数が少ない年 | 上陸数が少ない年                                        | 上陸数が少ない年 |
| 順位           | 年                                               | 上陸数         | 順位             | 年                                                      | 上陸数           |
| -------------- | ------------------------------------------------ | -------------- | ---------------- | ------------------------------------------------------- | ---------------- |
| 1              | 2004年                                           | 10             | 1                | 2020年 2008年 2000年 1986年 1984年                      | 0                |
| 2              | 2016年 1993年 1990年                             | 6              | 6                | 2023年 2009年 1995年 1987年 1980年 1977年 1973年 1957年 | 1                |
| 5              | 2019年 2018年 1989年 1966年 1965年 1962年 1954年 | 5              |                  |                                                         |                  |

## 月別の台風発生数
| 1月 | 2月 | 3月 | 4月 | 5月 | 6月 | 7月 | 8月 | 9月 | 10月 | 11月 | 12月 | 年間 |
| --- | --- | --- | --- | --- | --- | --- | --- | --- | ---- | ---- | ---- | ---- |
|     |     |     | 1   | 4   | 1   | 4   | 2   | 6   | 4    | 1    | 1    | 24   |

## 「台風」に分類されている熱帯低気圧

### 台風1号（カルメン）
198001・02W

### 台風2号（ドム）
198002・03W・ディタン

### 台風3号（エレン）
198003・04W

### 台風4号（フォレスト）
198004・05W・グロリン

### 台風5号（ジョージア）
198005・06W・イデン

### 台風6号（ハーバート）
198006・07W・フアニン

### 台風7号（アイダ）
198007・08W・ルーシン

### 台風8号（ジョー）
198008・09W・ニタン

### 台風9号（キム）
198009・11W・オサン

### 台風10号（レックス）
198010・12W

### 台風11号（マージ）
198011・13W

### 台風12号（ノリス）
198012・15W

### 台風13号（オーキッド）
198013・16W・トヤン

### 台風14号（パーシー）
198014・17W・アンダン

### 台風15号（ルース）
198015・18W

### 台風16号（スペリー）
198016・19W

### 台風17号（セルマ）
198017・20W

### 台風18号（ヴァーノン）
198018・21W

### 台風19号（ウィン）
198019・22W・ウェルプリン

### 台風20号（アレックス）
198020・23W

### 台風21号（ベティ）
198021・24W・アリン

### 台風22号（ケアリー）
198022・25W・ユニン

### 台風23号（ダイナ）
198023・26W

### 台風24号（エド）
198024・27W・ドラン